# Omega Carinae
Omega Carinae (185 Carinae) é uma estrela na direção da constelação de Carina. Possui uma ascensão reta de 10h 13m 44.28s e uma declinação de −70° 02′ 16.5″. Sua magnitude aparente é igual a 3.29. Considerando sua distância de 370 anos-luz em relação à Terra, sua magnitude absoluta é igual a −1.99. Pertence à classe espectral B8III.